# ألكسيس أ. غيليلاند
ألكسيس أ. غيليلاند (بالإنجليزية: Alexis A. Gilliland)‏ (10 أغسطس 1931، بانجور في الولايات المتحدة)؛ روائي أمريكي.